# Арменска болница
Арменската болница е най-старото лечебно заведение в град Каменец Подолски, работещо от началото на 17 до 19 век. Сградата на болницата е издигната от арменската общност през 1614 година.

## Предистория
Историята на най-старото лечебно заведение в града е неразривно свързана с дейността на арменската общност на града. Според различни източници арменците са се заселили тук през XI – XIII век. През 17 век в града вече има 1200 арменски семейства. Съставлявайки значителна част от населението на Каменец Подолски и заемайки по-голямата част от града, арменците участват в неговия културен, икономически и военен живот. Те се заселват главно в югоизточната част на града; все още има квартал в града, известен сред местните жители като Арменския. Тук е бил центърът на търговската дейност – запазеният Арменски пазар, както и несъхранените до днешно време арменска магистратура (кметството) и важни арменски храмове на града.
Арменската болница е построена през 1614 г. Йосиф Роле отбелязва, че тя силно се отличава от другите болници в региона, в които болните и инвалидите, както и възрастните войници, намират само подслон. Болницата на арменската общност служи като лечебница, където се приемат пациенти с различни заболявания. Младите арменки играят активна роля в лечението. Арменската медицина през XI – XVI век е била на нивото на постиженията на напредналата медицина на Изтока, а в някои области (физиология, патология, клинично лечение, концепциите за инфекции и заразност и др.) е изпреварвала времето си.
За да се поддържа болницата, в града е въведен специален данък. Всеки арменец, занимаващ се с търговия, при влизане в града със стоки или при излизане от града, заплаща по 3 гроша, всеки арменски месар плаща по 2 гроша на заклан едър добитък и по един грош за малък; за всеки товар дърва за огрев, влизащ в града, също се взема минимална сума.
Арменската болница изпълнява функцията си за лечение на пациенти в продължение на около двеста години. При разкопки на едно от гробищата в арменския квартал на стария град са намерени отрязани кости и хирургически пинсети. Във връзка с това е изказано предположението, че в болницата са се извършвали и някои хирургични операции.

## Архитектура
Сградата с дължина 27 м и ширина 10 м. Болницата е построена във формата на буквата „Г“, свързана от северната си страна с отбранителна кула. В двора на болницата, по цялата дължина на сградата, между първия и втория етаж, е пристроена дървена галерия-балкон. Конструкцията е изолирана от градския шум, само от южната ѝ страна има големи входни порти с широчина до 3 метра. Западната стена на сградата на болницата е подсилена с два каменни контрафорса.